# Ruskov
Ruskov este o comună slovacă, aflată în districtul Košice-okolie din regiunea Košice. Localitatea se află la altitudinea de 228 m deasupra n.m., se întinde pe o suprafață de 20,21 km2 și în 2017 număra 1.494 de locuitori.

## Istoric
Localitatea Ruskov este atestată documentar din 1303.

## Demografie
| An:                | 1994 | 2004   | 2014   | 2024    |
| ------------------ | ---- | ------ | ------ | ------- |
| Număr de persoane: | 1326 | 1328   | 1450   | 1778    |
| Diferență:         |      | +0,15% | +9,18% | +22,62% |

| An:                | 2023 | 2024   |
| ------------------ | ---- | ------ |
| Număr de persoane: | 1742 | 1778   |
| Diferență:         |      | +2,06% |